# The Producers (Smash)
The Producers je třináctá epizoda amerického hudebního televizního seriálu Smash. Scénář k epizodě napsala Becky Mode a režírovala ji Tricia Brock. Epizoda se poprvé vysílala ve Spojených státech dne 27. dubna 2013 na televizním kanálu NBC.
Jimmy ohrožuje budoucnost Hit Listu a Karen, Derek, Ana a Kyle jsou nuceni mu pomoci ještě předtím, než se věci ještě více zhorší. Tomovo a Juliino partnerství dochází ke zlomovému bodu. Ivy, Eileen a všichni herci z Bombshell musí tvrdě bojovat, aby porazili konkurenci.

## Obsah epizody
Eileen Rand (Anjelica Huston) nutí obsazení Bombshell tvrdě pracovat na propagaci muzikálu, protože lístky se neprodávají tak dobře, jak by měly. Ivy Lynn (Megan Hilty) natáčí propagační reportáž spolu s moderátorkou Kathie Lee Gifford (ztvárňuje sama sebe), kde ona a obsazení Bombshell s asistencí od Gifford vystupují s písní "The 20th Century Fox Mambo" a sleduje je několik dětí. Ivy odmítá Dereka Willse (Jack Davenport) a svaluje to na pracovní vytížení.
Tom Levitt (Christian Borle) zjistí od Eileen, že jeho partnerka Julia Houston (Debra Messing) plánuje adaptaci Velkého Gatsbyho bez něj. On chce s ní Gatsbyho dělat (od té doby, co se dozvěděl, že nebude režírovat "City of Angels") a nutí ji, aby porušila slib, který dala Scottu Nicholsovi (Jesse L. Martin). Ona s tím nakonec souhlasí a promluví si se Scorrem. Scott ji ale řekne, že s tím nemůže nic dělat a Julia tak tedy později řekne Tomovi, že to Scottovi již slíbila. Tom a Julia pak jsou hosty pořadu, kde jim otázky pokládá Ivy a Tom během jedné otázky řekne, že jejich partnerství je již u konce. Julia ho následně požádá, aby ji to nechal dělat, protože je to první věc v několika letech, která ji učinila šťastnou. Tom odsekne, že poskytla odpověď na své dilema.
Jimmy Collins (Jeremy Jordan) zmizel od té doby, co ho Karen Cartwright (Katharine McPhee) odmítla a Derek již nemůže vystát jeho pozdní příchody, zvláště když se za několik dní koná představení pro producenty, které by mohlo přivést muzikál na Broadway. Jimmy se rozzlobí, když zjistí, že Derek pořádá konkurz na jeho understudy a potenciální náhradníky, včetně Karenina kamaráda Sama Stricklanda (Leslie Odom mladší), který během konkurzu zpívá "Rewrite This Story". Derek se rozhodne, že Jimmyho understudy bude právě Sam.
Během představení Jimmy vystupuje pod vlivem drog. V první scéně vidíme Anu Vargas (Krysta Rodriguez) jako Divu, která zpívá "Broadway, Here I Come", když míří pistolí na neznámý cíl. Jimmy stále nevnímá podněty, včetně toho, že zmešká začátek písně "Rewrite This Story" s Karen. Později společně zpívají "Don't Let Me Know". Během Kareniny písně "Broadway, Here I Come" je Karen omylem zraněna, protože zdrogovaný Jimmy ji nedokáže chytit během pádu poté, co Diva střílí a zastřelí Amandu (Karen). V poslední scéně všichni zpívají "The Goodbye Song" a duch Amandy vchází do světla.
Různí producenti navštíví představení a všichni odmítnou představení produkovat, protože je na jejich vkus příliš temné a nemá dost výnosný potenciál. Derek se později ptá Eileen, jestli by nemohla zvážit to, aby Hit List přivedla na Broadway, ale ona to odmítá a řekne mu, že na to nemá dostatek peněz.
Po představení, Derek řekne Karen a Kylovi Bishopovi (Andy Mientus), že toho má už dost a vyhazuje Jimmyho za jeho chování. Kyle žádá o to, aby on mohl být tím, kdo to Jimmymu řekne.
Později na večírku řekne Kyle Jimmymu, že je vyhozen a Jimmy, který je stále pod vlivem drog, začne být velmi rozzlobený. Vyleze na bar a urazí několik lidí, hlavně Karen a Kyla a odhalí příteli Kyla, že Kyle spal s Tomem.
Publicistka Bombshell, Agnes (Daphne Rubin-Vega) řekne Eileen, která zvažovala, že se zeptá Toma a Julie, aby snížili své licenční poplatky pro Bombshell, že díky velké publicitě prodej lístků stoupl.
Karen si sedne s Derekem v baru, když většina lidí už odejde. Derek si myslí, že už by měl jít spát, ale Karen objednává další drinky. Ona s ním trochu koketuje a nakonec odchází spolu, oba trochu opilí.
Kyle zpívá "Last Goodbye" během montáže několika postav, včetně něho, když balí Jimmyho věci a přinese je před dům Jimmyho bratra Adama (David Call), kde Jimmy dočasně přebývá. Když jde Kyle zpět domů, je sražen náhle jedoucím vozidelem.

## Seznam písní
- „The 20th Century Fox Mambo"
- „Rewrite This Story"
- „Broadway, Here I Come!"
- „Don't Let Me Know"
- „The Goodbye Song"
- „The Last Goodbye"